# Катрін Шрайтер
Катрін Шрайтер (нім. Katrin Schreiter; нар. 24 лютого 1969, Арнштадт, НДР) — німецька легкоатлетка, яка спеціалізувалась у бігу на 400 метрів.

## Кар'єра
Її найбільшим успіхом є перемога у складі команди Німеччини у естафеті 4 х 400 метрів на Чемпіонаті світу в приміщенні 1991 року в Севільї разом із Сандрою Зойзер, Аннетт Гассельбарт і Ґріт Броєр, встановивши світовий рекорд у приміщенні з часом 3:27,22 хв.
У тому ж році брала участь в естафеті 4 × 400 метрів на Чемпіонаті світу в Токіо, лідируючи в німецькій команді, яка була третьою у фіналі.
У 1989 і 1990 роках ставала чемпіонкою НДР у бігу на 400 метрів у приміщенні. У 1989 році вона посіла друге місце в індивідуальному бігу на 400 метрів і в естафеті у складі команди «Турбіне Ерфурт» на дистанції 4 х 400 метрів.
Катрін Шрайтер має зріст 1,76 м і важила 59 кг, коли була активною. Член спортивного клубу «Турбіне Ерфурт».

## Особисті рекорди
- 100 метрів: 11,65 с, 22 червня 1989 року, Росток
- 200 м: 23,93 с, 18 травня 1986, Котбус
- 400 м: 51,27 с, 30 серпня 1989, Берлін
  - У приміщенні: 52,86 с, 16 лютого 1991, Дортмунд